# Érouv tehoumin
Institué par une ordonnance rabbinique, le érouv tehoumin (ערוב תחומין) est la distance maximum qu'un individu peut parcourir à partir de son lieu de résidence, d'après le tehoum shabbat (תחום שבת en fr. limite territoriale du shabbat), soit de deux mille coudées (environ 960 mètres). En cas de nécessité et plus particulièrement pour la réalisation d'une mitsvah le shabbat ou les jours de fête la distance peut être doublée.
Le érouv consiste à déposer du pain ou de la nourriture en quantité suffisante pour deux repas (pour chaque personne souhaitant se joindre au érouv), à une distance de deux mille coudées de son lieu d'habitation.